# Nancy Springer
Nancy Connor Springer (* 5. Juli 1948 in Montclair, New Jersey) ist eine US-amerikanische Schriftstellerin, die mehr als 50 Romane für Kinder, Jugendliche und Erwachsene in den Genres Fantasy, Mystery und Science-Fiction verfasst hat. 2020 wurde der erste Roman ihrer Buchreihe Enola Holmes von Netflix verfilmt.

## Leben
Springer wuchs in einer ländlichen Gegend  in New Jersey auf, wo sie eine Kindheit in der Natur verbrachte. Als sie 13 Jahre alt war, zog die Familie nach Gettysburg, wo die Eltern ein Motel übernommen hatten und Springer  eine Schule fand, in der sie nicht gemobbt wurde. Als Teenager las sie Steinbeck und Hemingway und brachte sich selbst das Gitarrespielen bei. Ihren ersten Roman schrieb sie als jung Verheiratete nach ihrem Studium, weniger, weil es ihr Ziel war Schriftstellerin zu werden, sondern vielmehr, um die intensiven, äußerst real wirkenden Tagträume zu verarbeiten, die sie seit ihrer Jugend begleiteten. Erst nach der Geburt ihres ersten Kindes zog sie eine Veröffentlichung in Erwägung und schickte ihr Manuskript an einen Verlag. In den nächsten vierzig Jahren folgten unzählige weitere, teils mit Preisen ausgezeichnete, Romane.
Basierend auf ihren Enola-Holmes-Büchern entstanden die Filme Enola Holmes (2020) und Enola Holmes 2 (2022).
Springer lebt heute mit ihrem zweiten Mann in Florida.

## Werke (Auswahl)

### Enola Holmes
1. The Case of the Missing Marquess (2006), deutsch Der Fall des verschwundenen Lords (2019)
2. The Case of the Left-Handed Lady (2007), deutsch Der Fall der linkshändigen Lady (2019)
3. The Case of the Bizarre Bouquets (2008), deutsch Der Fall der verhängnisvollen Blumen (2020)
4. The Case of the Peculiar Pink Fan (2008), deutsch Der Fall des geheimnisvollen Fächers (2020)
5. The Case of the Cryptic Crinoline (2009), deutsch Der Fall des rätselhaften Reifrocks (2021)
6. The Case of the Gypsy Goodbye (2010), deutsch Der Fall des verschlüsselten Briefes (2021)
7. Enola Holmes and the Black Barouche (ab August 2021)

### Das Inselreich
1. The White Hart (1979), deutsch Weißhirsch
2. The Book of Suns (1977), deutsch Silbersonne
3. The Sable Moon (1981), deutsch Düstermond
4. The Black Beast (1982), deutsch Fabeltier
5. The Golden Swan (1983), deutsch Schwanengold

### Tales of Rowan Hood
1. Rowan Hood: Outlaw Girl of Sherwood Forest (2001), deutsch: Rowan, Tochter des Robin Hood (2006)
2. Lionclaw (2002)
3. Outlaw Princess of Sherwood (2003)
4. Wild Boy (2004)
5. Rowan Hood Returns (2005)

### Weitere Romane
- Wings of Flame (1985)
- Chains of Gold (1986)
- A Horse to Love (1987)
- The Hex Witch of Seldom (1988)
- Not on a White Horse (1988)
- Apocalypse (1989)
- They're All Named Wildfire (1989)
- Red Wizard (1990)
- Colt (1991)
- Damnbanna (1992)
- The Friendship Song (1992)
- The Great Pony Hassle (1993)
- Toughing It (1994)
- The Blind God is Watching (1994)
- Larque on the Wing (1994)
- The Boy on a Black Horse (1994)
- Metal Angel (1994)
- Auf der Suche nach Jamie Bridger (1996)
- Fair Peril (1996)
- Secret Star (1997)
- I Am Mordred (1998), deutsch Mordred, Sohn des Artus (2004)
- Sky Rider (1999)
- Plumage (2000)
- Separate Sisters (2001)
- I am Morgan le Fay (2001), deutsch Ich, Morgan le Fay (2003)
- Needy Creek (2001)
- Blood Trail (2003)
- Dusssie (2007)
- Somebody (2009)
- Possessing Jessie (2010)
- Dark Lie (2012)
- My Sister’s Stalker (2012)
- Drawn into Darkness (2013)
- The Oddling Prince (2018)

## Auszeichnungen und Nominierungen

### Auszeichnungen
- Tiptree Award (1995): Larque on the Wing[2]
- Edgar Award for Best Young Adult Mystery (1995): Toughing It
- Carolyn W. Field Award (1999): I am Mordred[3]
- Edgar Award for Best Juvenile Mystery (1996): Looking for Jamie Bridger

### Nominierungen
- Mythopoeic Fantasy Award for Adult Literature Best Novel(1982): The Sable Moon
- Hugo Best Short Story (1987): „The Boy Who Plaited Manes“
- Nebula Best Short Story (1987): „The Boy Who Plaited Manes“
- Mythopoeic Fantasy Award for Adult Literature Best Novel (1997): Fair Peril
- Edgar Award for Best Juvenile Mystery (2007): The Case of the Missing Marquess: An Enola Holmes Mystery
- Edgar Award for Best Juvenile Mystery (2010): The Case of the Cryptic Crinoline: An Enola Holmes Mystery